# Josef Walter (Politiker, 1842)
Josef Walter (* 24. Februar 1842 in Unterkolbnitz, heute Gemeinde Reisseck; † 24. August 1902 ebenda) war ein österreichischer Realitätenbesitzer und Politiker.

## Leben
Walter war der Sohn des Landwirts und Besitzers der Mayerhube Josef Walter (* 1787; † 12. April 1847) und dessen Ehefrau Genofeva geb. Pregernig (* 29. Dezember 1813; † 18. Juni 1878). Er war römisch-katholisch und heiratete am 6. November 1865 Maria Angerer (1847; † April 1911). Aus der Ehe gingen vier Töchter und zwei Söhne hervor.
Walter war Landwirt und Besitzer der Mayerhube in Unterkolbnitz, Haus Nr. 11. Er war auch Bürgermeister in Unterkolbnitz. Vom 24. September 1878 bis zum 25. Juli 1896 war er Abgeordneter im Kärntner Landtag für den Wahlkreis LGM 6 Spittal. Im Landtag war er in der VI. und VII. Wahlperiode von 1884 bis 1896 Mitglied des Ausschusses für Bauten und Kommunikation. Er gehörte dem Klub Deutschliberale an.